# Benoît Poilvet
Benoît Poilvet est un coureur cycliste français né le 27 août 1976 à Saint-Brieuc. Il est passé professionnel en 2000 avec le Crédit agricole. Il a mis fin à sa carrière à la fin de l'année 2008.

## Palmarès
- 1996
  - 3e étape du Loire-Atlantique Espoirs
  - 3e du Loire-Atlantique Espoirs
- 1998
  - Grand Prix des Marbriers
  - 2e du Grand Prix d'Antibes
  - 3e de la Route bretonne
- 1999
  - Classement général de l'Essor breton
- 2004
  - 2e du Souvenir Louison-Bobet
- 2008
  - Tour de Bretagne
    - Classement général
    - 5e étape

  - 2e des Boucles guégonnaises

## Résultats sur les grands tours

### Tour de France
1 participation
- 2003 : 109e

### Tour d'Italie
1 participation
- 2006 : 99e

### Tour d'Espagne
2 participations
- 2005 : non-partant (11e étape)
- 2006 : 55e

## Classements mondiaux
| Année           | 2008 |
| --------------- | ---- |
| UCI Europe Tour | 266e |